# Vojak (Slovenska vojska)
Vojak je moštveni vojaški čin v uporabi v Slovenski vojski (SV). Vojak je podrejen poddesetniku.
V skladu s Natovim standardom STANAG 2116 čin spada v razred OR-1. Tipična dolžnost je vojak strelec. 
Za čin vojaka ne obstaja nobena oznaka čina. Čin je avtomatično dodeljen kandidatom, ki so končali temeljno in osnovno vojaško usposabljanje oz. so slušatelji v vojaški šoli.